# Bernaville

Bernaville este o comună în departamentul Somme, Franța. În 1 ianuarie 2022 avea o populație de 1.047 de locuitori.